# Adriana Araújo
Pour les articles homonymes, voir Araújo (homonymie).
Adriana Araújo est une boxeuse brésilienne née le 11 avril 1981 à Salvador de Bahia.

## Carrière
Sa carrière amateur est principalement marquée par une médaille de bronze remportée aux Jeux olympiques de Londres en 2012 en poids légers.

## Palmarès

### Jeux olympiques
- Médaille de bronze en -60 kg aux Jeux de 2012 à Londres,  Angleterre